# UEFA Champions League 2004-2005 (videogioco)
UEFA Champions League 2004-2005 è un videogioco a tema calcistico, sviluppato e distribuito da Electronic Arts nel 2005.

## Copertina
La copertina del videogioco reca il logo ufficiale della manifestazione.

## Caratteristiche
Pur riprendendo le meccaniche di gioco proprie del titolo appartenente alla serie FIFA, la versione — che presenta lievi bug nella modalità Stagione — si distingue per una maggior casualità nelle decisioni assunte dall'intelligenza artificiale: da segnalare l'introduzione dei falli di mano e della norma del vantaggio, con nuovi schemi per l'esecuzione di calci piazzati.

## Campionati e squadre
Sono disponibili 239 squadre, alcune delle quali con nomi differenti in quanto sprovviste della licenza:
- Serie A[5]
- Premier League
- Ligue 1
- Bundesliga
- Liga
- Primeira Liga
- Fußball-Bundesliga
- Eredivisie
- Pro League
- Super League
- Superligaen
- Eliteserien
- Allsvenskan
- Scottish Premiership
- Resto del mondo[6]

## Modalità di gioco
- Gioca: una gara di esibizione (amichevole) con squadre selezionate dai giocatori oppure dal CPU, con la possibilità di impiegare materiale bonus.
- Andata - ritorno: un confronto articolato su due partite, con la possibilità di rimuovere gol in trasferta e tempi supplementari per l'immediato ricorso ai rigori.
- Torneo: il giocatore partecipa ad un torneo personalizzato oppure alla Champions League, con 32 squadre selezionabili a piacimento oppure estratte casualmente dal CPU.
- Allenamento: una pratica in forma libera o schematizzata, senza limiti di tempo.
- Stagione: similare alla modalità Carriera di FIFA 2005, impersonando un allenatore con l'obiettivo di vincere la Champions League (iniziando il cammino dal terzo turno preliminare).

Degne di nota la rubrica radiofonica — esclusiva della modalità Stagione — condotta da Linus e la sconfitta a tavolino in caso di abbandono della partita (ad eccezione delle gare amichevoli o personalizzate).

### Elementi sbloccabili
I punti-bonus ricevuti nella modalità Stagione — il cui ammontare varia in base alla difficoltà di gioco selezionata — consentono di accedere al seguente materiale extra (applicabile solamente nelle gare di esibizione):
- Campo di gioco in cemento
- Mura invisibili
- Assenza dell'arbitro
- Divise di gioco alternative
- Palloni speciali
- Effetti sonori
- Velocità turbo
- Visuale in prima persona (modalità soggettiva)
- 7 contro 7
- Creazioni di calciatori personalizzati

## Sequel
L'unico sequel fu pubblicato nel 2007., con il nome UEFA Champions League 2006-2007.